# Super Bowl LIV

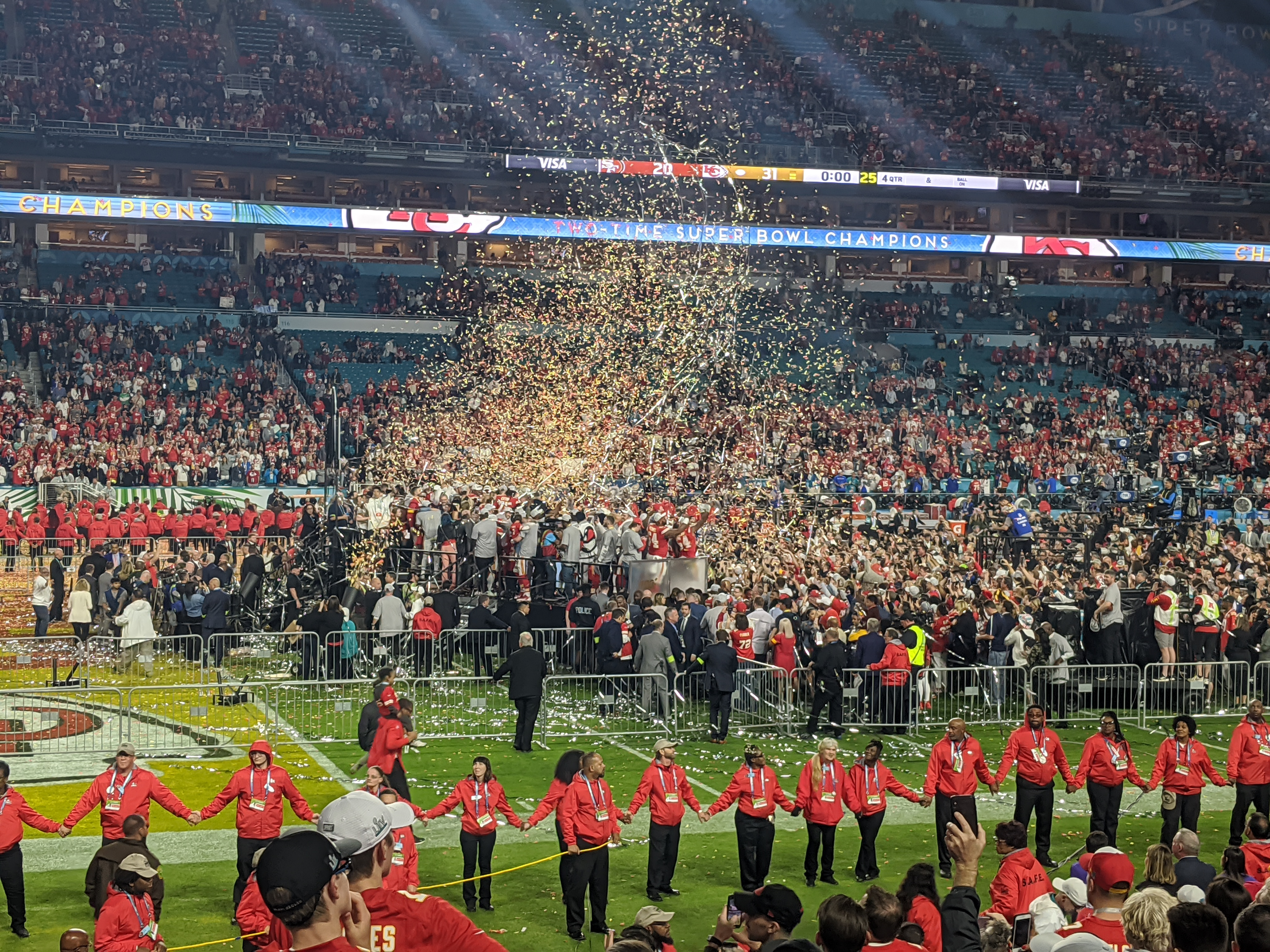
A Chiefs ünneplése

A Super Bowl LIV volt a 2019-es NFL-szezon döntője. A mérkőzést a Hard Rock Stadionban játszották, Miamiban, 2020. február 2-án helyi idő szerint 18:30-tól. A mérkőzés magyar idő szerint február 3-án 0:30-kor kezdődött. A mérkőzést a Kansas City Chiefs nyerte, ezzel története során második alkalommal a Super Bowlt.

## A döntő résztvevői
A mérkőzés egyik résztvevője a Kansas City Chiefs, amely az alapszakaszból az AFC második kiemeltjeként jutott a rájátszásba 12–4-es mutatóval. Erőnyerőként csak a konferencia-elődöntőben játszott először. Itt hazai pályán a Houston Texanst győzte le. A konferenciadöntőben szintén hazai pályán győzött a Tennessee Titans ellen. A Kansas City korábban kétszer játszott Super Bowlt, ebből egyet nyert meg 1970-ben (IV) és egyet elvesztett 1967-ben (I). A Chiefs 50 év után jutott ismét Super Bowlba.
A másik résztvevő a San Francisco 49ers, amely az alapszakaszból az NFC első kiemeltjeként jutott a rájátszásba 13–3-as mutatóval. Erőnyerőként csak a konferencia-elődöntőben játszott először. Itt hazai pályán a Minnesota Vikingst győzte le. A konferenciadöntőben szintén hazai pályán győzött a Green Bay Packers ellen. A San Francisco korábban hatszor játszott Super Bowlt. 1982-ben (XVI), 1985-ben (XIX), 1989-ben (XXIII), 1990-ben (XXIV) és 1995-ben (XXIX) győzedelmeskedett, míg 2013-ban (XLVII) kikapott.

## A mérkőzés
| N | Idő  | Drive | Drive | Drive     | Csapat | Play leírása                                                                                        | Pont  | Pont   |
| N | Idő  | Play  | Yard  | Időtartam | Csapat | Play leírása                                                                                        | 49ers | Chiefs |
| - | ---- | ----- | ----- | --------- | ------ | --------------------------------------------------------------------------------------------------- | ----- | ------ |
| 1 | 7:57 | 10    | 62    | 5:58      | 49ers  | Mezőnygól. Robbie Gould, 38 yardról.                                                                | 3     | 0      |
| 1 | 0:31 | 15    | 75    | 7:26      | Chiefs | Touchdown. Patrick Mahomes, 1 yardos futás. Harrison Butker, a jutalomrúgás jó.                     | 3     | 7      |
|   |      |       |       |           |        | |       |        |
| 2 | 9:32 | 9     | 43    | 4:36      | Chiefs | Mezőnygól. Harrison Butker, 31 yardról.                                                             | 3     | 10     |
| 2 | 5:05 | 7     | 80    | 4:27      | 49ers  | Touchdown. Kyle Juszczyk, 15 yardos átadás Jimmy Garoppolotól. Robbie Gould, a jutalomrúgás jó.     | 10    | 10     |
|   |      |       |       |           |        | |       |        |
| 3 | 9:29 | 9     | 60    | 5:31      | 49ers  | Mezőnygól. Robbie Gould, 42 yardról.                                                                | 13    | 10     |
| 3 | 2:35 | 6     | 55    | 2:48      | 49ers  | Touchdown. Raheem Mostert, 1 yardos futás. Robbie Gould, a jutalomrúgás jó.                         | 20    | 10     |
|   |      |       |       |           |        | |       |        |
| 4 | 6:13 | 10    | 83    | 2:40      | Chiefs | Touchdown. Travis Kelce, 1 yardos átadás Patrick Mahomestól. Harrison Butker, a jutalomrúgás jó.    | 20    | 17     |
| 4 | 2:44 | 7     | 65    | 2:26      | Chiefs | Touchdown. Damien Williams, 5 yardos átadás Patrick Mahomestól. Harrison Butker, a jutalomrúgás jó. | 20    | 24     |
| 4 | 1:12 | 2     | 42    | 0:13      | Chiefs | Touchdown. Damien Williams, 38 yardos futás. Harrison Butker, a jutalomrúgás jó.                    | 20    | 31     |